# スタジオトリガー
株式会社スタジオトリガー (STUDIO TRIGGER Inc.) は、2002年創立のコンピュータゲーム制作会社。

## 概要
少人数でありながら、家庭用ゲーム機やスマートデバイス、電子玩具などを対象としたプログラミングやデザイン、企画など幅広い業務を行っている。

## 主な開発実績
- KOF MAXIMUM IMPACT（PS2、3Dモデリング、プログラム（開発協力））
- Yum! Yum! Apple!（iOS、企画開発）
- ALIGN BALL (Android、企画開発）
- 素数を探せ！ (Android、企画開発）
- 素数を救え！（Android、iOS、企画開発）
- 鼻からにゅるっと！（Android、iOS、企画開発）
- ぷりんですよ！（Android、企画開発）
- Enkeltbillet（PSP、3D背景、キャラ着色（開発協力））